# O'Kung - Afrikas sidste urfolk
|  | Denne artikel er oprettet af botten PalnaBot ud fra en ekstern database. Den kan derfor have sproglige fejl eller mangler. Denne skabelon kan fjernes efter kontrol af indholdet. |

O'Kung - Afrikas sidste urfolk er en dokumentarfilm fra 1961 instrueret af Jens Bjerre.

## Handling
Forfatter og filmproducent Jens Bjerre filmede i 1950'erne buskmandsstamme O'Kung, som hører til de allerældste racer i verden. De levede som jægere og samlere i det øde sletteland Kalahari, som dækker store dele af Namibia og Botswana. Filmen skildrer stammefolkenes primitive dagligliv samt deres ritualer og ceremonier, der har afgørende betydning for sammenhold i stammen. Bjerre levede i 8 uger sammen med O'Kung stammen for at lave filmen, der har vundet flere internationale priser.